# Rhynchosia holtzii
Rhynchosia holtzii är en ärtväxtart som beskrevs av Hermann August Theodor Harms. Rhynchosia holtzii ingår i släktet Rhynchosia och familjen ärtväxter. Inga underarter finns listade i Catalogue of Life.